# Helena Cantacucena (emperatriz de Trebisonda)
Helena Cantacucena (fallecida en 1463) fue la segunda esposa de David II Gran Komneni, el último emperador de Trebisonda. Investigaciones recientes han generado dudas sobre su existencia.

## Familia
Donald Nicol ha argumentado que Helena era hermana de Jorge Paleólogo Cantacuceno y, por lo tanto, nieta de Mateo Cantacuceno y posiblemente hija de Teodoro Cantacuceno. Teodoro Espandunes informa que Jorge la visitó en Trebisonda después de 1437.
No está claro cuáles de los hijos de David eran también suyos; sus cinco hijos, tres varones y dos hijas, han sido atribuidos de diversas formas a Helena o la primera esposa de David, María de Gotia, por diversas genealogías. Sin embargo, los hijos mayores murieron con su padre el 1 de noviembre de 1463; el hijo menor, Jorge, que tenía tres años, y la hija Ana se salvaron. Espandunes afirma que fueron enviados como regalo al sultán Uzún Hasán de los Ak Koyunlu, donde Jorge se convirtió al islam, pero finalmente escapó y abjuró al cristianismo. Espandunes dice que el nombre del rey que protegió a Jorge Cantacuceno y le dio a su hija en matrimonio se llamó «Gurguiabei», que ha sido interpretado como un rey de Georgia (Jorge VIII o Constantino II), o «Guria Bey», gobernante de Guria.  El destino de Ana está menos claro. El historiador Laónico Calcocondilas contradice a Espandunes, escribiendo que después de ser «convocado a su dormitorio», Ana se casó con Zağanos Pasha; sin embargo, cuando se enteró de que Zağanos intentó obligarla a convertirse en musulmana, el sultán otomano Mehmed II los separó. Una tradición local conecta a Ana con un pueblo al sur de Trebisonda llamado «Pueblo de la Dama», donde en 1870 se vio una inscripción con el nombre de Ana en la iglesia del pueblo dedicada a los Arcángeles.

## Emperatriz
El 15 de agosto de 1461, Mehmed II obligó al emperador David a entregar su trono a cambio de una pensión. David y su familia se establecieron en propiedades cerca de Serres en el valle del río Estrimón, que comprendían un ingreso anual de unas 300 000 piezas de plata. Aunque Helena presumiblemente estaba con él, Donald Nicol menciona una fuente que afirma que David la había enviado a refugiarse con el príncipe georgiano Mamia de Guria antes de la llegada de Mehmed ante las murallas de Trebisonda. Después de dos años, su antiguo sirviente Jorge Amiroutzés acusó a David de conspirar contra Mehmed, y el ex emperador fue ejecutado con todos menos uno de sus hijos.
Según Espandunes, Helena sobrevivió a su esposo e hijos. Según los informes, el sultán había ordenado que sus cadáveres quedaran expuestos fuera de las murallas de Constantinopla. Cuando cavó las tumbas con sus propias manos y las enterró, fue condenada a pagar una multa de 15 000 ducados o ser ejecutada. Sus criados recaudaron el dinero, pero Helena se vistió de cilicio y vivió sus días en una choza de paja cerca de los cadáveres de su familia muerta.

## Historicidad
El historiador Thierry Ganchou avanzó la teoría de que Helena no había existido realmente, siendo en cambio el resultado de la confusión entre la madre de David, Teodora Cantacucena, y su esposa María de Gotia por parte del historiador Teodoro Espandunes. Ganchou se refiere a los escritos históricos de Angelo Massarelli, el secretario papal del Concilio de Trento, que afirman que Teodora era la hija de Teodoro Cantacuceno. Esta identificación también es reforzada por el historiador Jorge Frantzés, quien se refiere al otro hijo de Teodora, Juan IV, como primo de Mara Branković, nieta de Teodoro. Sin embargo, como Teodoro también es identificado comúnmente como el padre de Helena, esto daría lugar al escenario extremadamente improbable en el que Helena se había casado con su propio sobrino. Además de esto, dado que Teodoro había muerto en 1410, Helena habría tenido al menos cincuenta años cuando nació su hijo menor. Este año de nacimiento también habría requerido que la primera esposa de David, María, con quien se había casado en 1426 o 1429, muriera muy rápidamente después para que Helena aún fuera lo suficientemente joven como para estar disponible para el matrimonio.
Dado que la única fuente contemporánea que menciona a Helena es Espandunes, Ganchou postula que estas discrepancias pueden explicarse por el hecho de que Espandunes la había inventado involuntariamente. Ganchou cree que Espandunes (que era descendiente de los Cantacucenos) sabía que un miembro de la casa se había casado con un emperador de Trebisonda, pero que no conocía su nombre ni el del emperador. Puede ser que hubiera asumido que el emperador en cuestión era el gobernante final del reino y luego, dado que el nombre Helena aparece con frecuencia entre los Cantacucenos, lo asignó a la esposa anónima. Esto era algo que el historiador había hecho en otras partes de sus obras, cuando también se refirió erróneamente a Irene de Serbia, otra hija de Teodoro, como Helena. Ganchou luego concluye que, dado que no se conoce la fecha de muerte de María de Gotia, pudo haber sido ella quien sobrevivió a David y realizó el famoso entierro.